# الیزابت کولینز
الیزابت کولینز (به انگلیسی: Elizabeth Collins) (زادهٔ ۲۹ نوامبر ۱۹۸۲) شناگر اهل کانادا است.